# Muzeum Australijskie

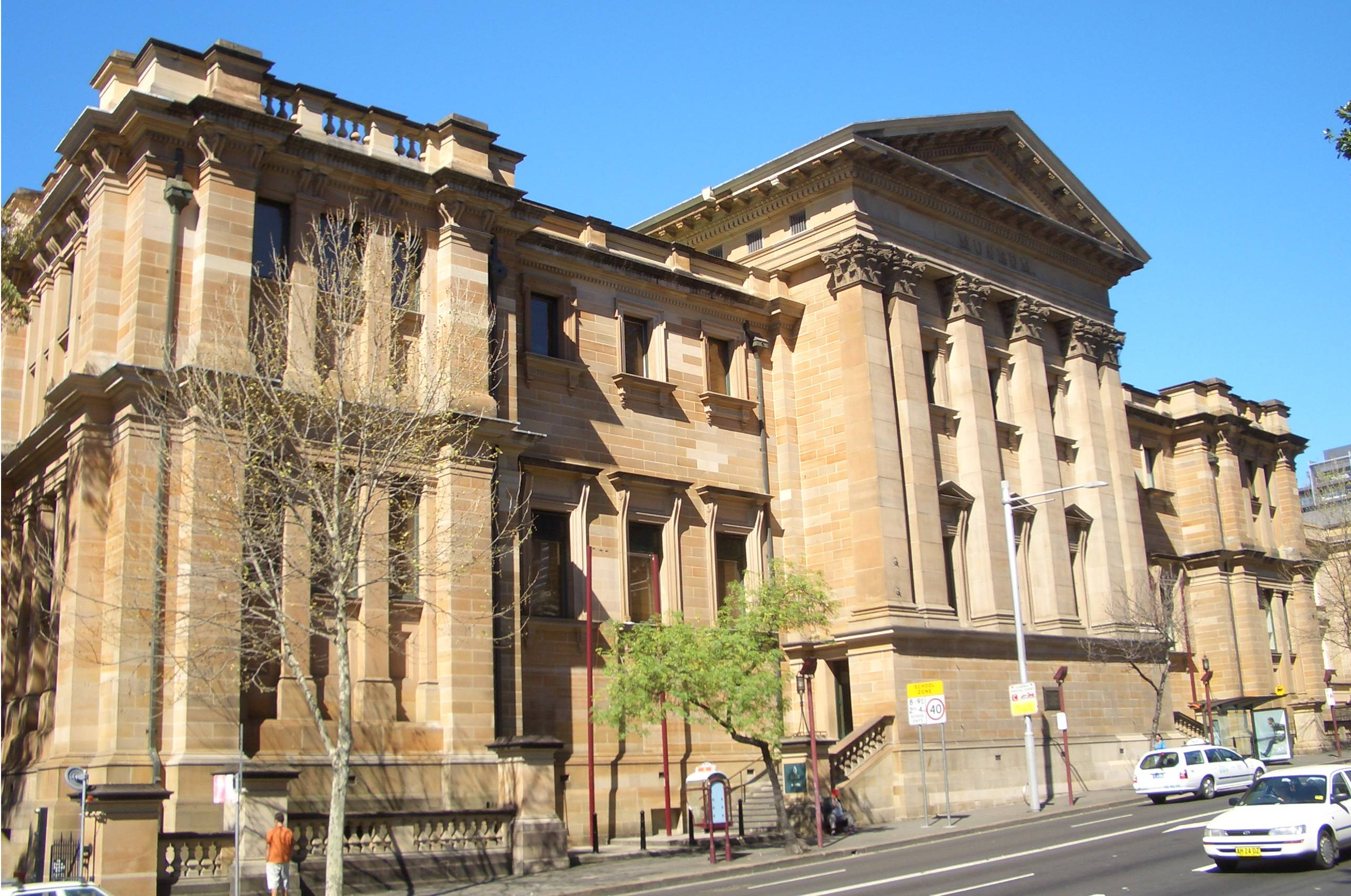
Muzeum Australijskie

Muzeum Australijskie – najstarsze muzeum w Australii i najstarsze muzeum historii naturalnej na świecie. Jest to jedna z najważniejszych instytucji tego rodzaju uznana na arenie międzynarodowej dla badań w dziedzinie historii naturalnej i antropologii. Wystawy pokazują eksponaty z zakresu zoologii (kręgowce i bezkręgowce), mineralogii, paleontologii i antropologii. Ponadto badania i wystawy muzeum dotyczą historii i kultury Aborygenów.

## Historia

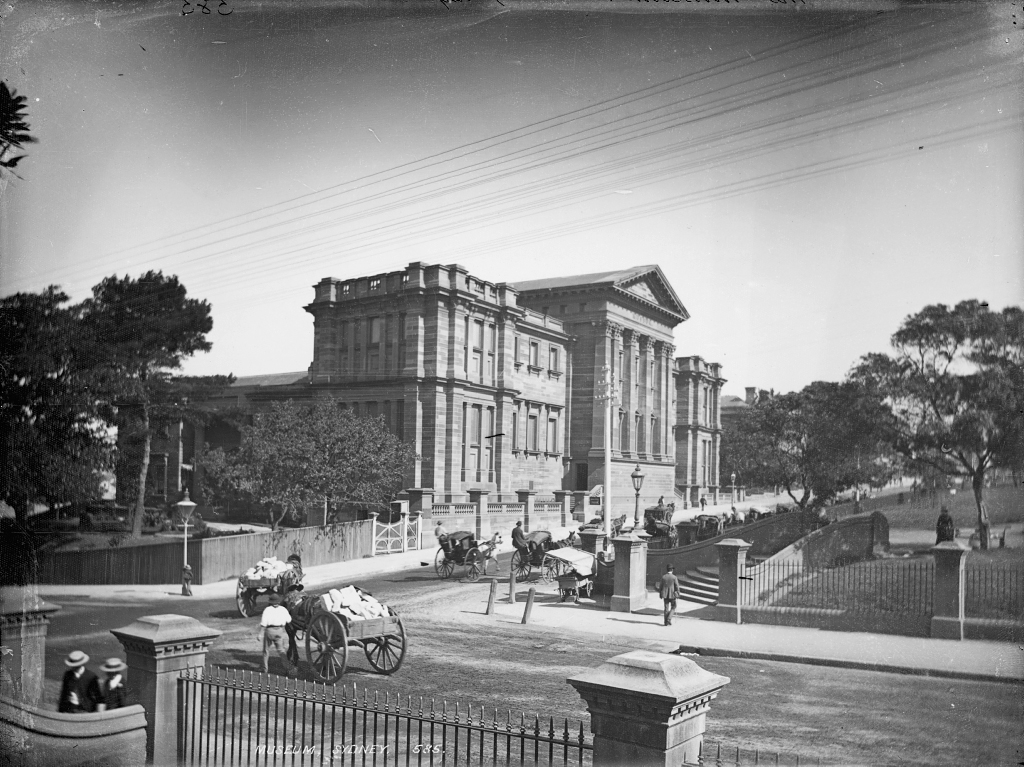
Gotowe muzeum, 1900

Muzeum Australijskie zostało założone 30 marca 1827. Początkowo pod nazwą Muzeum Kolonialne przez Earla Bathursta,  Sekretarza Stanu do spraw Kolonii. W 1836, w czerwcu nazwa muzeum została zmieniona na Muzeum Australijskie i od tego czasu istnieje pod tą nazwą.
Intencje założenia muzeum przyrodniczego i etnograficznego sięgają 1821 i były promowane przez ówczesne Towarzystwo Filozoficzne Australazji, które zostało rozwiązane rok później, w 1822. Kolejny ważny krok w staraniach o utworzenie muzeum przyszedł w 1826 wraz z przybyciem entomologa, Alexandra Macleaya, który był również członkiem Towarzystwa Linneuszowskiego w Londynie. Macleay był pierwszym stałym sekretarzem Nowej Południowej Walii. Zatrudniony na stałe zoolog w Australii, który nawoływał odtąd do utworzenia muzeum historii naturalnej.
Początkowo muzeum przeniosło się do pomieszczenia w budynku sekretarza kolonialnego i tak muzeum zmieniało lokalizację kilka razy w ciągu najbliższych 30 lat. W 1849 ostatecznie przeniesiono je do obecnej lokalizacji w sercu Sydney, które znajduje się w budynku z piaskowca na rogu parku i ulicy College, naprzeciwko Parku Hyde. Muzeum stało się dostępne dla publiczności w maju 1857. Budynek został zaprojektowany przez ówczesnego architekta Nowej Południowej Walii do spraw kolonii, Jamesa Barneta. Pierwszy dyrektor, William Holmes, został mianowany 16 czerwca 1829.

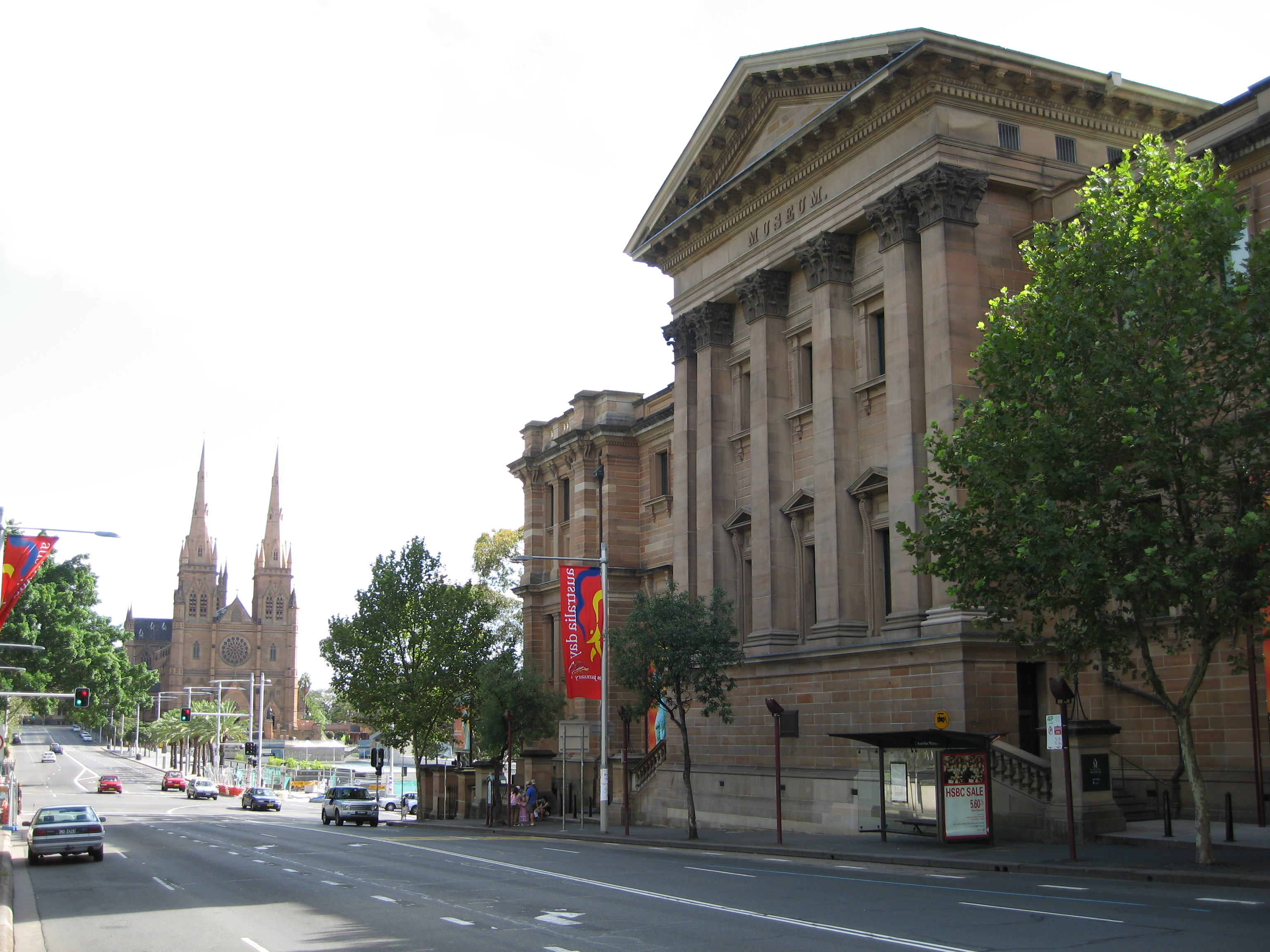
Muzeum Australijskie, ulica College, Sydney

Do czerwca 1836 muzeum znajdowało się bezpośrednio pod administracją administracji kolonialnej, a następnie nowo utworzonego komitetu do spraw administracji australijskiego muzeum i ogrodu botanicznego, tak zwanego komitetu nadinspektorów australijskiego muzeum i ogrodu botanicznego. Członkowie tej komisji byli uznanymi i wiodącymi postaciami w politycznym i naukowym społeczeństwie miasta.
Komitet został rozwiązany w 1853. Zastąpiła go australijska ustawa o muzeach zwana dalej ustawą o australijskim muzeum, która liczyła 24 członków. William Sharp Macleay, były przewodniczący wyżej wymienionej komisji, kontynuował swoją pracę jako przewodniczący tego zaufania, jako przewodniczący komisji.
Pierwszym kuratorem Muzeum Australijskiego był znany przyrodnik George Bennett. Został zatrudniony w 1835 i zaczął gromadzić zbiory muzealne. Po jego odejściu w 1841 zadanie to kontynuował William Branwhite Clarke do 1843, a następnie William Sheridan Wall. W pierwszych latach swojego istnienia muzeum wymieniło eksponaty z innymi instytucjami europejskimi, zwłaszcza z instytucjami angielskimi.